# 7509 Gamzatov
7509 Gamzatov (1977 EL) là một tiểu hành tinh vành đai chính được phát hiện ngày 9 tháng 3 năm 1977 bởi N. S. Chernykh ở Đài vật lý thiên văn Crimean.